# Saison 14 de Doctor Who, première série
Chronologie
Saison 13 Saison 15
Cet article présente les épisodes de la quatorzième saison de la première série de la série télévisée Doctor Who.

## Distribution
- Tom Baker (V. F. : Jacques Ferrière) : Le Docteur
- Elisabeth Sladen : Sarah Jane Smith (dans The Masque of Mandragora et The Hand of Fear)
- Louise Jameson : Leela (à partir de The Face of Evil)
- Peter Pratt : Le Maître (dans The Deadly Assassin)

## Liste des épisodes
| N°  | Part. | Titre original                         | Scénario                           | Réalisation     | Première diffusion au Royaume-Uni                                               | Code | Audience (en millions)      |
| --- | ----- | -------------------------------------- | ---------------------------------- | --------------- | ------------------------------------------------------------------------------- | ---- | --------------------------- |
| 086 | 1     | The Masque of Mandragora (4 épisodes)  | Louis Marks                        | Rodney Bennett  | 4 septembre 1976 11 septembre 1976 18 septembre 1976 25 septembre 1976          | 4M   | 8,3 9,8 9,2 10,6            |
| 087 | 2     | The Hand of Fear (4 épisodes)          | Bob Baker Dave Martin              | Lennie Mayne    | 2 octobre 1976 9 octobre 1976 16 octobre 1976 23 octobre 1976                   | 4N   | 10,5 10,2 11,5 12           |
| 088 | 3     | The Deadly Assassin (4 épisodes)       | Robert Holmes                      | David Maloney   | 30 octobre 1976 6 novembre 1976 13 novembre 1976 20 novembre 1976               | 4P   | 11,8 12,1 13 11,8           |
| 089 | 4     | The Face of Evil (4 épisodes)          | Chris Boucher                      | Pennant Roberts | 1er janvier 1977 8 janvier 1977 15 janvier 1977 22 janvier 1977                 | 4Q   | 10,7 11,1 11,3 11,7         |
| 090 | 5     | The Robots of Death (4 épisodes)       | Chris Boucher                      | Michael Briant  | 29 janvier 1977 5 février 1977 12 février 1977 19 février 1977                  | 4R   | 12,8 12,4 13,1 12,6         |
| 091 | 6     | The Talons of Weng-Chiang (6 épisodes) | Robert Holmes Robert Banks Stewart | David Maloney   | 26 février 1977 5 mars 1977 12 mars 1977 19 mars 1977 26 mars 1977 2 avril 1977 | 4S   | 11,3 9,6 10,2 11,4 10,1 9,3 |